# Riesgau
Der Riesgau (auch: Rezia, von der römischen Provinz Raetia) war ein Gau im Nordosten des mittelalterlichen Stammesherzogtums Schwaben. Er wurde nach Süden begrenzt durch die Donau. Orte im Riesgau: Nördlingen, Altheim (heute: Gemeinde Hohenaltheim), Dillingen an der Donau. Die Bezeichnung findet sich noch heute in Nördlinger Ries bzw. in Landkreis Donau-Ries.
Graf im Riesgau war im frühen 11. Jahrhundert Friedrich, einer der Stammväter des späteren Kaisergeschlechts der Staufer.
Nach Gustav Droysen, der Lage und Ausdehnung der Gaue um das Jahr 1000 nachzuzeichnen versuchte, lagen folgende Gaue ringsum den Riesgau: Im Norden der Mulachgau, im Nordosten und Osten das Schwalbfeld (Sualafeldgau), im Südosten und Süden der Augestgau, im Süden und Südwesten Duria, im Südwesten und Westen Alba und im Westen und Nordwesten der Trachgau.